# Gronja
Gronja je botanički naziv za cvat s cvjetovima koji rastu na takav način da se najudaljeniji nalaze na dužim peteljkama od unutarnjih, čime se svi cvjetovi dovode na zajedničku razinu. Gronja ima plosnati vrh koji površinski podsjeća na štitasti cvat, a može imati i razgranatu strukturu sličnu metlici. Cvjetovi u strukturi korimbe mogu biti paralelni ili naizmjenični, te imati konveksan ili ravan oblik.
Mnoge vrste iz porodice Maloideae, poput gloga, cvjetaju u ljuskama. Javor mliječ i yerba maté također su primjeri gronji.
Engleska riječ eng. corymb potječe od starogrčke riječi korymbos što znači "buket cvijeća ili voća".
- Racem
- Iberis umbellata
(grozdasta gronja)
- Cimozna gronja
- Sambucus nigra ili bazga
 (cimozna gronja)